# Tetragnatha cuneiventris
Tetragnatha cuneiventris är en spindelart som beskrevs av Simon 1900. Tetragnatha cuneiventris ingår i släktet sträckkäkspindlar, och familjen käkspindlar. Inga underarter finns listade i Catalogue of Life.